# FPT Play
FPT Play là thương hiệu truyền hình và nội dung số của Việt Nam, thuộc sở hữu của Công ty Cổ phần Viễn thông FPT (FPT Telecom) trực thuộc Tập đoàn FPT. Đây là dịch vụ truyền hình trực tuyến theo nhu cầu và có thu phí phổ biến tại Việt Nam bên cạnh MyTV, Clip TV... Ứng dụng FPT Play được xem trên nhiều thiết bị như TV thông minh, điện thoại thông minh, máy tính bảng, Android TV Box hoặc website. Bên cạnh những nội dung bản quyền trong nước và quốc tế, FPT Play cũng tham gia sản xuất phim, chương trình giải trí và thể thao độc quyền.
Theo báo cáo của Group M, FPT Play là ứng dụng xem truyền hình và giải trí chiếm thị phần lớn nhất trên thị trường OTT tại Việt Nam với 39% thị phần. Nó cũng đứng đầu top 5 dịch vụ truyền phát video phổ biến nhất tại quốc gia này, theo sau là Netflix.
FPT Play là ứng dụng truyền hình OTT và IPTV có hơn 36 triệu lượt tải về và 25 triệu người dùng, hiện cung cấp các nội dung bao gồm: phim truyện, chương trình truyền hình, tin tức, thiếu nhi, bóng đá, gameshow và gần 200 kênh truyền hình trong và ngoài nước. Ngoài ra nó cũng cung cấp các ứng dụng học tập trực tuyến, rèn luyện tại nhà với HLV chuyên nghiệp, ứng dụng sự kiện trực tuyến. Đặc biệt, FPT Play là đơn vị sở hữu bản quyền Vòng loại thứ 3 World Cup – Khu vực châu Á và các giải đấu cấp CLB thuộc Liên đoàn Bóng đá Châu Âu (UEFA) từ 2021-2024.

## Lịch sử
Năm 2015 cho ra mắt sản phẩm FPT Play Box chuẩn 4K.
Năm 2019 ra mắt FPT Play Box+ sử dụng hệ điều hành Android TV 9.0 của Google.
Ngày 15 tháng 6 năm 2020, FPT Play tích hợp dịch vụ shopping trên truyền hình OTT thông qua ứng dụng mua sắm tương tác bằng giọng nói có tên là Shopping TV.
Ngày 8 tháng 9 năm 2021, FPT Play hợp nhất thương hiệu với Truyền hình FPT, trở thành Dịch vụ truyền hình FPT với tên thương hiệu là FPT Play.
Cuối năm 2021, mục Radio trên FPT Play được ra mắt.

### Năm 2022
Ngày 5 tháng 7, FPT Play chính thức ký kết biên bản ghi nhớ đối tác chiến lược cùng TikTok, đẩy mạnh khai thác và quảng bá các nội dung chất lượng cao tại Việt Nam.
Tháng 9 năm này, ra mắt bộ giải mã FPT Play, đánh dấu việc 2 nền tảng công nghệ truyền hình là OTT và IPTV được tích hợp trong cùng một thiết bị.
Ngày 30 tháng 10, FPT Play phát sóng Vòng chung kết chương trình Vietnam Livestream Idol.
Từ ngày 2 tháng 12, FPT Play chính thức bán áo cổ vũ Đội tuyển Bóng đá Quốc gia Việt Nam. Sản phẩm do FPT Play hợp tác với TokyoLife sản xuất.

### Năm 2023
Trong năm này, FPT Play ký kết với Nowa Scena để phát sóng trực tiếp và độc quyền Đêm chung kết Hoa hậu Siêu quốc gia 2023. Cuối năm, FPT Play và VPT phối hợp áp dụng công nghệ VAR tại giải bóng đá V.League.
Ngày 13 tháng 1, FPT Play bổ sung 2 tính năng mới bao gồm "Moments" (trình phát video đặc sắc) và "Multi-audio" (tùy chọn âm thanh). Tính năng "Moments" (Khoảnh khắc) cho phát những đoạn video đặc sắc (highlight) có độ dài tối đa 60 giây, được trích từ các giải đấu thể thao, chương trình giải trí và phim truyện trên FPT Play.
Ngày 17 tháng 2, FPT Play tổ chức Ngày hội Bóng đá Bình Dương (FanFest Bình Dương) tại khuôn viên Sân vận động Bình Dương, TP. Thủ Dầu Một. Sự kiện nhằm hưởng ứng Giải bóng đá Vô địch quốc gia Night Wolf 2023 (Night Wolf V.League 1-2023).
Ngày 10 tháng 7, FPT Play ký kết biên bản hợp tác chiến lược với Đài Tiếng nói Nhân dân Thành phố Hồ Chí Minh (VOH). Theo đó, hai bên sẽ tăng cường phối hợp liên thông, đưa các chương trình phát thanh do 2 bên phối hợp sản xuất, phát đồng thời trên các nền tảng, hạ tầng trực thuộc của cả hai trong 5 năm liên tục.
Từ ngày 11 tháng 7, FPT Play chính thức tích hợp ứng dụng chơi game trực tuyến mang tên Eloplay trên 3 thế hệ bộ giải mã của FPT Play bao gồm: Bộ giải mã FPT Play Box, FPT Play Box plus và FPT Play Box S.

## Tích hợp thiết bị
Từ ngày 20 tháng 12 năm 2019, Vietnam Airlines và FPT Telecom ký kết hợp tác triển khai ứng dụng FPT Play trên các chuyến bay nội địa do Vietnam Airlines khai thác.
Hiện FPT Play cũng được tích hợp trên mẫu ô tô điện VF e34 và eSUV VF8 của VinFast.

## Dịch vụ
FPT Play cung cấp nhiều gói dịch vụ truyền hình, bao gồm 200 kênh truyền hình trong nước và quốc tế với sự đa dạng thể loại, cũng như cung cấp nhiều gói phim truyện và thể thao.

### Kênh truyền hình
Gói PREMIUM FPT Play bao gồm hàng trăm kênh truyền hình trong và ngoài nước, kho giải trí tổng hợp, kho phim điện ảnh và chiếu rạp.
- 170 kênh truyền hình trong và ngoài nước, bao gồm 70 kênh Full HD như VTV, HTV, THVL, BBC, HBO, AXN, CNN và Cinemax. Nội dung trải rộng từ giải trí, thời sự, gameshow, chương trình thực tế, du lịch, ẩm thực... (Có phân biệt số lượng kênh phát sóng trên nền tảng IPTV và OTT)
- Về mặt nội dung, các giới hạn cũng đã được xóa bỏ khi FPT Play mới cung cấp hơn 15.000 giờ nội dung bao gồm phim truyện, TV show và gần 200 kênh truyền hình trong nước, quốc tế.

### Thể thao
Hiện FPT Play đang nắm bản quyền phát sóng các giải đấu thể thao sau:

##### Bóng đá
- Giải bóng đá Vô địch Quốc gia Việt Nam (V.League 1)
- Giải bóng đá Hạng Nhất Quốc gia Việt Nam (V.League 2)
- Giải Bóng đá Cúp Quốc gia (National Cup)
- Siêu cúp Bóng đá Việt Nam (Vietnamese National Football Super Cup)
- Giải bóng đá Thanh Niên sinh viên Việt Nam
- Giải Vô địch Futsal sinh viên toàn quốc
- Giải Vô địch bóng đá U-21 Quốc gia
- Giải Vô địch bóng đá Đông Nam Á (ASEAN Championship)
- Giải vô địch bóng đá các câu lạc bộ ASEAN (ASEAN Club Championship)
- Giải Vô địch bóng đá U-23 Đông Nam Á (ASEAN U-23 Championship)
- FIFA Club World Cup 2025
- Cúp Nhà vua Tây Ban Nha (từ mùa giải 2025–26)
- Siêu cúp bóng đá Tây Ban Nha (từ năm 2025)
- Các trận đấu của Đội tuyển Bóng đá Việt Nam, Đội tuyển Bóng đá nữ Quốc gia Việt Nam
- Giải bóng đá cúp câu lạc bộ ca nhạc trẻ
- Yên Mô Women's Series

Ngoài ra, FPT Play còn phát sóng các giải Bóng đá mini như Giải bóng đá 7 người sinh viên Hà Nội, Giải bóng đá 7 người sinh viên Thành phố Hồ Chí Minh, Giải bóng đá 7 người sinh viên Toàn quốc và Giải Vô địch Bóng đá Thành phố Hà Nội.

#### Bóng rổ
- Giải bóng rổ nhà nghề Mỹ (NBA)
- Giải Vô địch bóng rổ trẻ U16 Quốc gia
- Giải Vô địch bóng rổ trẻ U18 Quốc gia
- Giải bóng rổ U23 Vô địch Quốc gia
- Giải Vô địch bóng rổ Quốc gia
- Giải Vô địch bóng rổ 3x3 U23 Quốc gia
- Giải bóng rổ Vô địch Thành phố Hồ Chí Minh
- Giải bóng rổ sinh viên Thành phố Hồ Chí Minh
- Giải bóng rổ Hội khỏe Phù Đổng Thành phố Hồ Chí Minh
- Giải bóng rổ Hội khỏe Phù Đổng Thủ đô Hà Nội
- Giải Vô địch bóng rổ Hà Nội mở rộng (Hanoi Open Cup)

#### Golf
- Các giải đấu Golf thuộc hệ thống DP World Tour
- Các giải đấu Golf thuộc hệ thống Asian Tour
- Các giải đấu Golf thuộc hệ thống PGA Tour
- Các giải đấu Golf tại Việt Nam
- Volvo China Open
- Maekyung Open
- PGA Championship
- Ryder Cup

#### Đối kháng
- Bellator Fighting Championship
- PFL Championship
- PFL Challenger Series
- Giải Vô địch Taekwondo các lứa tuổi trẻ Quốc gia
- Các giải đấu Muay Thái

#### Thể thao tốc độ
- UIM F1H2O Grand Prix
- Giải đua xe Công thức 1 (từ 2025)

#### Thể thao điện tử
- Giải bóng đá điện tử Việt Nam
- Các giải đấu thể thao điện tử dành cho sinh viên diễn ra trên lãnh thổ Việt Nam

#### Các giải đấu khác
- Giải Quần vợt Diễn đàn Tennis miền Bắc mở rộng
- Đại hội Thể thao Đông Nam Á
- ASEAN Para Games (chỉ tin tức về sự kiện)
- Giải bóng chuyền nữ Quốc tế

### Truyền hình FPT
Hiện nay Truyền hình FPT Play đang cung cấp các gói dịch vụ bao gồm: Gói CINE và gói PREMIUM, cũng như các gói mở rộng như gói K+, gói COMBO PREMIUM K+.
- Nhóm kênh miễn phí: gồm gần 100 kênh truyền hình (Kênh VTV1, kênh giải trí và các kênh địa phương)
- Nhóm kênh gia đình: bao gồm 21 kênh cơ bản trong nước (VTV, HTV) và 20 kênh truyền hình quốc tế. Nội dung chủ yếu là về phim ảnh, gia đình...
- Nhóm kênh quốc tế: bao gồm 20 kênh truyền hình quốc tế trong các lĩnh vực điện ảnh, thể thao, giải trí và nhiều kênh tin tức nổi tiếng như CNN, BBC, Cartoon Network... (có phân biệt số lượng kênh trên nền tảng IPTV và OTT)
- Nhóm kênh K+: phát sóng các trận bóng đá, thể thao của thế giới.

## Chương trình
Tương tác chính là tính năng tạo nên sự khác biệt của FPT Play trong mảng dịch vụ truyền hình, với một số chương trình nổi bật như: FPT Play IQ, Chơi hay chia, Vote 45, Music Home...
"FPT Play IQ" là gameshow tương tác trực tuyến trên TV và điện thoại thông minh do FPT Play sản xuất. Trong mỗi số, người chơi tham gia có nhiệm vụ trả lời 10 câu hỏi từ dễ đến khó với 3 đáp án gợi ý dưới sự dẫn dắt của MC. Mỗi tuần có 2 tập, mỗi chương trình diễn ra trong 25 phút.

## Giải thưởng và vinh danh
FPT Play được đánh giá là đơn vị tiên phong thúc đẩy sự phát triển của công nghệ truyền hình OTT tại Việt Nam. Nó đứng thứ 2 trong top các ứng dụng được xem nhiều nhất trên TV thông minh chỉ sau YouTube.
| Năm  | Giải thưởng                                                   | Hạng mục                                                                         | Chủ thể nhận giải        | Kết quả   |
| ---- | ------------------------------------------------------------- | -------------------------------------------------------------------------------- | ------------------------ | --------- |
| 2020 | Appstore Việt Nam                                             | Ứng dụng của tuần                                                                | FPT Play                 | Đoạt giải |
| 2021 | Lễ công bố giải thưởng kinh doanh quốc tế IBA - Stevie Awards | Sản phẩm mới và Quản lý sản phẩm – Lĩnh vực phương tiện truyền thông và giải trí | FPT Play Box S           | Giải Vàng |
| 2022 | Lễ trao giải Tech Awards                                      | Nền tảng giải trí Việt xuất sắc                                                  | FPT Play                 | Đoạt giải |
| 2023 | Lễ trao giải Sao Khuê                                         | Thiết bị xuất sắc thuộc lĩnh vực "Nội dung số và Giải trí điện tử"               | Bộ giải mã FPT Play 2022 | Đoạt giải |
| 2023 | Giải thưởng Chuyển đổi số Việt Nam 2023                       | Sản phẩm, dịch vụ, giải pháp công nghệ số xuất sắc                               | FPT Play                 | Đoạt giải |
| 2024 | Vietnam iContent Awards                                       | Nền tảng giải trí Việt của năm                                                   | FPT Play                 | Đoạt giải |

## Sự cố
Ngày 10 tháng 7 năm 2023, Cục Điện ảnh có công văn gửi tới Công ty Cổ phần Viễn thông FPT về việc công ty này phổ biến phim "Hướng gió mà đi" (39 tập) thông qua ứng dụng FPT Play tới người sử dụng tại Việt Nam, trong đó nội dung bộ phim này có hình ảnh đường lưỡi bò xâm phạm chủ quyền quốc gia của Việt Nam. Trước đó, FPT Play có thực hiện làm mờ hình ảnh bản đồ trong nhiều cảnh phim Hướng gió mà đi tại tổng cộng 9 tập.

## Hoạt động thiện nguyện
Từ năm 2019, FPT Play phối hợp cùng TCL đồng thực hiện chương trình "Rạp phim trường em" hướng đến đối tượng học sinh vùng sâu, vùng xa khu vực miền Trung Việt Nam. Mỗi rạp phim được trang bị thiết bị FPT Play Box kết nối với TCL 4K Smart TV 55 inch, tích hợp sẵn nhiều gói xem phim, giúp học sinh tiếp cận nhiều bộ phim hoạt hình và phim bom tấn từ nhiều quốc gia. Chương trình đã được thí điểm tại hai trường THCS Chiến Phố và THCS Hồ Thầu, tỉnh Hà Giang dịp khai giảng năm học 2019-2020 và nhận được nhiều ủng hộ từ cộng đồng mạng. Tính đến nay, chương trình đã đi qua hơn 30 tỉnh thành như Lào Cai, Phú Thọ, Hải Dương, Quảng Trị, Cao Bằng, Ninh Bình...
Trong thời gian diễn ra đại dịch Covid-19 năm 2020, FPT Play đã hỗ trợ người cách ly tại ký túc xá Đại học FPT thuộc Khu công nghệ cao Hòa Lạc được xem miễn phí kho phim và các nội dung giáo dục trên ứng dụng này.